# Chris Waddle
Christopher "Chris" Roland Waddle (Felling, Inglaterra, 14 de diciembre de 1960) es un exfutbolista inglés, se desempeñaba como extremo y se retiró en 2002. Actualmente es comentarista de la Premier League en la cadena ESPN para el Reino Unido. También tuvo una breve carrera como entrenador.
Con la selección de fútbol de Inglaterra jugó el Mundial 1986 y el Mundial 1990.

## Trayectoria

### Jugador
| Club                   | País       | Año         |
| ---------------------- | ---------- | ----------- |
| Newcastle United FC    | Inglaterra | 1980 - 1985 |
| Tottenham Hotspur FC   | Inglaterra | 1985 - 1989 |
| Olympique de Marsella  | Francia    | 1989 - 1992 |
| Sheffield Wednesday FC | Inglaterra | 1992 - 1996 |
| Falkirk FC             | Escocia    | 1996        |
| Bradford City AFC      | Inglaterra | 1996 - 1997 |
| Sunderland AFC         | Inglaterra | 1997        |
| Burnley FC             | Inglaterra | 1997 - 1998 |
| Torquay United FC      | Inglaterra | 1998        |
| Worksop Town FC        | Inglaterra | 2000 - 2002 |
| Glapwell FC            | Inglaterra | 2002        |

### Entrenador
| Club       | País       | Año         |
| ---------- | ---------- | ----------- |
| Burnley FC | Inglaterra | 1997 - 1998 |

- Datos: Q352878
- Multimedia: Chris Waddle / Q352878